# Karel Guth
Karel Guth (21. září 1883, Praha – 30. října 1943, Praha) byl český archeolog, historik umění, muzejník a pedagog.

## Život
Narodil se v Praze na Starém Městě vedle Klementina jako syn varhanáře Karla Gutha. Vystudoval gymnasium v Žitné ulici. Dále v letech 1902–1907 studoval právnickou fakultu Univerzity Karlovy v Praze. Před závěrečnými zkouškami začal studovat dějiny umění a obecný dějepis na filozofické fakultě téže univerzity, kde byl žákem profesorů Karla Chytila, Gustava Friedricha, Josefa Pekaře a Josefa Šusty. Zejména pod jejich vlivem převzal medievalistickou orientaci a přísně kritickou metodu svého bádání. Doktorát získal roku 1910.
Již během studia od roku 1907 a dále do roku 1913 pracoval jako konzervátor stavebního městského archivu (pod vedením Jana Heraina) na archeologické a stavebně historické dokumentaci bouraných objektů při asanaci staré Prahy. Zúčastnil se například již dohledu při úpravách gotického kostela sv. Václava Na Zderaze a jeho hřbitova v Resslově ulici. V letech 1914-1917 byl zaměstnán jako praktikant Centrální komise pro ochranu památek ve Vídni, od r. 1915 byl zaměstnancem Zemského památkového úřadu v Praze. Od roku 1910 spolupracoval s Klubem Za starou Prahu, od roku 1908 byl členem domácí rady klubu společně se Zdeňkem Wirthem a jejím archivářem Václavem Vojtíškem, a publikoval ve Věstníku, jehož byl v letech 1914-1917 redaktorem.
Po odchodu prof. Jana Kouly byl Guth v roce 1917 přijat na jeho místo do historicko-archeologického oddělení Národního muzea, jehož se roku 1921 stal přednostou a působil ve vedoucí pozici až do června 1941, od 1. ledna 1942 byl předčasně penzionován. Pod Guthovým vedením, a také díky jeho spolupracovníku Janu Květovi, se sbírky tohoto oddělení rozrostly z někdejších 10 000 sbírkových předmětů na dvojnásobek inventarizovaných, a množství neinventarizovaných archeologických nálezů. Byl členem památkového sboru hlavního města Prahy a státním muzejním inspektorem pro Čechy.
Roku 1923 Guth navrhl nové uspořádání sbírek podle hledisek vývojového a chronologického. Když bylo muzeum roku 1930 zestátněno, tak byla dosud jednotná sbírka historické archeologie rozčleněna na část umělecko-historickou, archeologickou, Lapidarium, Hollareum s grafickou sbírkou a umělecká řemesla podle materiálů. Dále Guth společně s Janem Květem zavedli systematickou trojí inventarizaci (číselnou, jmennou a topografickou). Další četné přírůstky, jako byl soubor zlomků z Guthova archeologického výzkumu Ostrovského kláštera, žel ještě čekaly na svou inventarizaci do 70. let 20. století.
V muzeu Guth organizoval tři výstavy: o Janu Žižkovi (1924), o Albrechtovi z Valdštejna (1934) a o padělcích starožitností (1938) a roku 1941 byl nucen převzít nacistickou propagandistickou výstavu Německá velikost. Nástup nacismu v Národním muzeu znamenal reorganizaci, která vedla od 26. června 1941 ke Guthovu sesazení a nucenému penzionování. Jeho manželství s Ludmilou Guthovou bylo bezdětné. Při povinném zatemňování oken ve svém domě na Ořechovce Guth utrpěl úraz a předčasně zemřel. Pohřben byl na Olšanských hřbitovech, stejně jako jeho otec.

## Dílo

### Pedagogická činnost
Muzejní praxi a moderní zásady muzeologie Guth prosazoval v úřadu zemského muzejního inspektora pro Čechy a jako učitel muzejnictví na Státní škole archivní. Od roku 1919 byl Guth činný v nově založeném Svazu českých muzeí. Roku 1935 se habilitoval v oboru dějin umění na Karlově univerzitě, kde až do uzavření vysokých škol přednášel jako soukromý docent archeologie a dějin umění.

### Výzkumy
Specializoval se jednak na dějiny české předrománské a románské architektury od 10. do 12. století, dále na archeologii středověku (resp. historickou archeologii), která až do jeho nástupu nebyla samostatným oborem, a konečně také na dějiny uměleckého řemesla.
Roku 1923 vedl archeologický výzkum Vyšehradu. Samostatně vedl archeologický výzkum Ostrovského kláštera, zúčastnil se výzkumu ve Staré Boleslavi, v Budči, v letech 1933-1934 a kláštera sv. Jiří na Pražském hradě. Významně se podílel na výzkumu rotundy sv. Víta a architektonického vývoje Pražského hradu, na němž vedl archeologický průzkum od roku 1925 do roku 1942. Jako odborník byl zvolen členem Archeologické komise při České královské akademii věd a umění, jejímž byl dlouholetým jednatelem, a vědeckým pracovníkem Archeologického ústavu.
Již jako památkář se věnoval dějinám Nového Města nad Metují a stavebním dějinám paláce hrabat Příchovských v Praze Na Příkopech (1913). Dále byl první, kdo provedl průzkum a hypotetickou rekonstrukci Betlémské kaple (1916 a 1922), podílel se na výzkumu nejvýznamnějších lokalit z počátků českých dějin: Řípu, Vyšehradu, Budče, Libušína či Staré Boleslavi.
Od roku 1913 výsledky svých výzkumů publikoval. Začal drobnými umělecko-historickými články do Časopisu Společnosti přátel starožitností, Uměleckých pokladů Čech (1915-1916), do Věstníku Klubu Za starou Prahu, Krásy našeho domova, do Zpráv Komise pro Soupis památek hl. města Prahy, do Ročenky Kruhu pro pěstování dějin umění nebo Českého časopisu historického. Později své zásadní stati uveřejňoval v časopisu Památky archeologické, dva roky byl redaktorem Muzejního obzoru.
Aktivně působil také v dalších oborových sdruženích své profese, byl členem Klubu Za starou Prahu, Památkového sboru hl. m. Prahy, členem Komise pro obnovu Karolina, členem výboru hradu Karlštejna a členem výboru Svatováclavské výstavy.

### Publikace
- Nové Město nad Metují, 1913
- Palác hrabat Příchovských na Příkopě v Praze (spolu s Václavem Vojtíškem), 1913
- Karel Guth a kol., Umělecké poklady Čech. Sbírka význačných děl výtvarného umění v Čechách od nejstarších dob do konce XIX. století, Praha 1913-1915
- Kaple betlémská, 1916
- Koruna sv. Václava, Friedrichův sborník, 1921
- Jan Žižka ve výtvarném umění, Žižkův sborník, 1924
- České rotundy, v: Památky archeologické 34, 1925, s. 113-188 academia.edu
- Musejní obzor, 1925-1926
- Počátky Prahy, v: sborník Českou minulostí, 1929
- Žižkův hrob v Čáslavi, 1930
- Koruna sv. Václava, v:Český časopis historický 39, 1931, s. 30-41
- Vyšehrad, v: Památky archeologické, 1931
- Praha a Libušín, příspěvek k diskusi o jejich stáří, v: ČSPSČ 1931,
- Karel Guth, O. Stefan, V. Vojtíšek, Karolinum statek národní, Praha 1934
- Praha, Budeč a Boleslav, in: Svatováclavský sborník I. (1929, doplněné vydání 1934)
- Praha středověká, v: Jak rostla Praha (cyklus přednášek, kolektiv autorů), 1936
- Zpráva stát. musejního inspektora pro zemi českou r. 1937, v:Zprávy památkové péče, 2, 1938, s. 66-67
- Pastoforium v kostele sv. Ducha v Hradci Králové, Sborník k šedesátinám Zdeňka Wirtha (1938)
- Svatováclavský sborník II. (redakce) 1939
- Výstava falešných památek, v: Časopis Národního musea, 113, 1939, s. 145-154
- Říp, 1940
- Ochrana památek a musea, 1941

### Pozůstalost
- Rukopisná pozůstalost Karla Gutha je uložena v Archivu Národního muzea v Praze.
- Deníky archeologického výzkumu Ostrovského kláštera jsou v archivu Archeologického ústavu Akademie věd ČR, jeden deník výzkumu je součástí dokumentace archeologické sbírky oddělení starších českých dějin Národního muzea.